# Rhythmbox
Rhythmbox là một chương trình nghe nhạc có thể chơi và quản lý nhạc số. Lấy cảm hứng từ iTunes của Apple, nó là phần mềm miễn phí, thiết kế để làm việc với GNOME Desktop dùng nền tảng đa phương tiện GStreamer. Tuy nhiên, một số tính năng của Rhythmbox trên các môi trường desktop khác tốt hơn trên GNOME.

## Tính năng
Rhythmbox cung cấp một số lượng ngày càng nhiều của các tính năng, bao gồm:

### Nghe lại
Nghe lại từ nhiều nguồn nhạc số được hỗ trợ. Việc phát lại phổ biến nhất là nhạc được lưu trữ cụ bộ như các tập tin trên máy tính ('Library'). Rhythmbox hỗ trợ nghe trực tiếp Internet radio và podcast khá tốt. Việc xem lại tiêu chuẩn được hỗ trợ
Tìm kiếm và phân loại của các bản nhạc trong thư viện được hỗ trợ - trừ khi bạn muốn sắp xếp các thư viện bằng Album Artist.
Playlist có thể được tạo ra để nhóm và sắp xếp các bản nhạc. Người dùng cũng có thể tạo "playlists thông minh" chúng có thể cập nhật tự động (giông như một truy vấn cơ sở dữ liệu) dự trên một quy tắc tùy chỉnh của tiêu chí lựa chọn chứ không phải là một danh sách tùy ý của bài hát. Nhạc có thể được phát trong chế độ shuffle (ngẫu nhiên) hoặc chế độ repeat(lặp).
Xếp hạng theo dõi được hỗ trợ và được sử dụng bởi các thuật toán chế độ shuffle để chơi bài hát đánh giá cao hơn thường xuyên hơn.

### Gapless playback
Kích hoạt tùy chọn crossfading phụ trợ có thời hạn của Rhythmbox để chuyển sang chế độ gapless playback cho các định dạng âm nhạc có hỗ trợ nó. Mặc định Gapless playback không được kích hoạt.

### Nhập Music
- Audio CD ripping (yêu cầu gói tùy chọn Sound Juicer)
- Hỗ trợ định dạng âm thanh toàn diện thông qua GStreamer
- Hỗ trợ iPod

### Ghi đĩa Audio CD
Từ bản phát hành 0.9.6, Rhythmbox có thể tạo một audio CD từ playlists.

### Hiển thị nhãn Album
Từ bản phát hành 0.9.6, Rhythmbox có thể hiện thị nhãn bìa của album đang được phát. Plugin có thể tìm kiếm trên internet để tìm tác phẩm nghệ thuật tương ứng, và như 0.12.6, có thể đọc tác phẩm nghệ thuật từ các thẻ ID3. Nếu một tập tin hình ảnh được lưu trong cùng thư mục với các track âm thanh này được sử dụng thay thế.

### Hiển thị lời bài hát
Từ bản phát hành 0.9.6, Rhythmbox có thể cung cấp lời bài hát của bài hát hiện đang chơi với cách nhấn ctrl-L. (Miễn là chúng được lưu trữ trong một cơ sở dữ liệu lời bài hát).

### Hỗ trợ Last.fm
Từ bản phát hành 0.9.6, Rhythmbox có thể gửi thông tin chơi bài hát của bạn tài khoản Last.fm (được gọi là "scrobbling"). Kể từ khi phát hành 0.9.7 nó cũng có thể phát các chương trình radio của Last.fm.

### Hỗ trợ Jamendo
Từ bản phát hành 0.9.6, Rhythmbox có thể xem và chạy các thư viện nhạc Jamendo tự do.

### Chia sẻ DAAP
phiên bản 0.10.0 hỗ trợ chia sẻ DAAP.

### Tích hợp

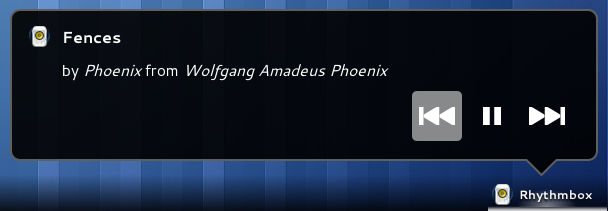
Rhythmbox đang hiển thị một thông báo pop-up từ vùng thông báo GNOME.

Rhythmbox đã được tích hợp với một số chương trình bên ngoài, dịch vụ và thiết bị bao gồm:
- Trình quản lý file Nautilus tích hợp trong menu ngữ cảnh, nghe nhạc trong chế độ di chuột trong Nautilus
- XChat, thông qua một plugin XChat. Rhythmbox XChat Announcer Lưu trữ ngày 14 tháng 3 năm 2012 tại Wayback Machine
- Pidgin-RhythmboxLưu trữ ngày 25 tháng 9 năm 2013 tại Wayback Machine tự động cập nhật hồ sơ người dùng Pidgin các chi tiết của bài hát hiện đang chơi
- Gajim và Pidgin bao gồm các tùy chọn để tự động cập nhật tình trạng người dùng với các chi tiết hiện đang chơi theo dõi[2]
- aMSN và emesene có thể thay đổi tin nhắn cá nhân của người dùng để theo dõi hiện hành thông qua các plugin "music" (aMSN) và plugin "CurrentSong" (emsene), tương tự như Messenger Plus! Live
- Music Applet Lưu trữ ngày 4 tháng 10 năm 2013 tại Wayback Machine (trước đây được biết đến như là Rhythmbox Applet), một tiểu dụng bảng điều khiển GNOME cung cấp các tính năng điều khiển Rhythmbox từ bên trong bảng điều khiển. Music Applet sau này bị thay thế bởi Panflute
- Rhythmlet, một gDesklet khác lấy album nghệ thuật cục bộ hoặc từ Amazon.com, đã cấu hình các chuỗi hiển thị, điều khiển phát lại, xếp hạng có thể chỉnh sửa và thanh tìm kiếm
- SideCandyRhythmbox, một gDesklet dựa trên Rhythmbox quản lý và hiển thị SideCandy
- Rhythmbox XSLT cho phép các thư viện âm nhạc được xem như là một website
- Drivel chèn tên của các ca khúc Rhythmbox đang chơi lên một blog entry LiveJournal
- Rhythmbox Tune Publisher phát hành các bài hát đang được Rhythmbox phát lên XMPP thông qua giao thức User Tune (được sử dụng bở Jabber World Map)
- FoxyTunes, một phần mở rộng Mozilla Firefox cung cấp điều khiển phát lại Rhythmbox từ bên trong trình duyệt web
- Plugins để duyệt và nghe các album có giấy phép Creative Commons từ Jamendo và Magnatune.
- Rhythmbox Remote[liên kết hỏng] giúp bạn quản lý remotly Rhythmbox thông qua 1 thiết bị hỗ trợ Android.
- Ubuntu như các phiên bản 12.04 LTS Rhythmbox là chơi phương tiện mặc định thay vì Banshee.[3]

### Thiết bị
Rhythmbox sử dụng các hệ thống phụ Udev Linux để phát hiện các thiết bị máy nghe nhạc.